# Love & Lies
Love & Lies è una serie televisiva filippina trasmessa su GMA Network dall'8 aprile al 7 giugno 2013.

## Trama
Edward Galvez è un ufficiale della marina militare filippina che si aggroviglia in una rete di bugie e cospirazioni quando un'organizzazione rapisce sua moglie. Mentre il protagonista scopre la verità dietro il crimine, scopre una trama infida che minaccia di rovesciare il suo mondo. I veri colpevoli del crimine potrebbero essere più vicini a casa di quanto osi pensare. Mentre si trascina nel labirinto di menzogne, ricatti, doppiogiochi e tradimenti, tutti diventano sospetti.

## Personaggi
- Edward Galvez, interpretato da Richard Gutierrez
- Denise Salvador-Galvez, interpretata da Bela Padilla
- Catherine "Cathy" Alcantara-Galvez, interpretata da Michelle Madrigal
- Gabriel "Gabby" Romero, interpretato da Sid Lucero
- Emmanuel "Manny" Perez, interpretato da Paolo Contis
- Ramon Alcantara, interpretato da Lloyd Samartino
- Consuelo Alcantara, interpretata da Lara Melissa
- Capitano Jose Lorde Villamor, interpretato da Bobby Andrews
- Rosa Galvez, interpretata da Luz Valdez
- Marco Salvador, interpretato da Miguel Tanfelix
- Ryan Alcantara, interpretato da Jeric Gonzales
- Marissa Rivero-Alcantara, interpretata da Thea Tolentino

## Ascolti
Secondo le valutazioni della televisione domestica Metro Manila di AGB Nielsen Philippines, l'episodio pilota di Love & Lies ha ottenuto una valutazione del 22,8%. Mentre l'episodio finale ha ottenuto un punteggio del 22,7%.